# Roland Hattenberger
Pour l’article homonyme, voir hattenberger.
Roland Hattenberger est un footballeur autrichien né le 7 décembre 1948 à Jenbach.

## Carrière
- 1968-1971 : WSG Wattens  Autriche
- 1971-1974 :  FC Wacker Innsbruck  Autriche
- 1974-1977 : SC Fortuna Cologne  Allemagne
- 1977-1981 : VfB Stuttgart  Allemagne
- 1981-1984 :  FC Wacker Innsbruck  Autriche
- 1984-1987 :  SC Kufstein
- 51 sélections et 3 buts avec l’équipe d'Autriche de 1972 a 1982.